# Leudeville
Leudeville  [lød̪ǝvil] je francouzská obec v departementu Essonne, v regionu Île-de-France, 32 kilometrů jižně od Paříže.

## Geografie
Sousední obce: Brétigny-sur-Orge, Le Plessis-Pâté, Marolles-en-Hurepoix, Vert-le-Grand, Saint-Vrain, a Vert-le-Petit.

## Vývoj počtu obyvatel
Počet obyvatel